# Johannes Kaiser (lekkoatleta)
Johannes „Jo” Kaiser (ur. 27 lutego 1936 w Jüngersdorfie, zm. 17 grudnia 1996 w Zurychu) – niemiecki lekkoatleta (sprinter) startujący w barwach RFN, wicemistrz olimpijski z 1960 i wicemistrz Europy z 1958.
Startując we wspólnej reprezentacji Niemiec zdobył srebrny medal w sztafecie 4 × 400 metrów na mistrzostwach Europy w 1958 w Sztokholmie (sztafeta niemiecka biegła w składzie: Carl Kaufmann, Manfred Poerschke, Kaiser i Karl-Friedrich Haas).
21 sierpnia 1960 we Fryburgu Bryzgowijskim niemiecka sztafeta 4 × 400 metrów w składzie: Hans-Joachim Reske, Manfred Kinder, Kaiser i Kaufmann poprawiła rekord Europy z wynikiem 3:05,6.
Startując w tym samym składzie na igrzyskach olimpijskich w 1960 w Rzymie sztafeta niemiecka zdobyła srebrny medal i poprawiła rekord Europy z wynikiem 3:02,7.
Kaiser był mistrzem RFN w biegu na 400 metrów w 1961 oraz brązowym medalistą w 1958 i 1960, wicemistrzem w biegu na 200 metrów w 1962, a także mistrzem w sztafecie 4 × 100 metrów w 1961 oraz w sztafecie 4 × 400 metrów w latach 1962–1964.